# 191 aC
El 191 aC va ser un any del calendari romà prejulià. Durant la República i l'Imperi Romà, era conegut com a any del consolat de Glabrió i Nasica (o també any 563 ab urbe condita o de la fundació de la ciutat). L'ús del nom «191 aC» per referir-se a aquest any es remunta a l'alta edat mitjana, quan el sistema Anno Domini va ser el mètode de numeració dels anys més comú a Europa.

## Esdeveniments

### República de Roma. Antiga Grècia
- Aquest any són elegits cònsols Mani Acili Glabrió i Publi Corneli Escipió Nasica.[2]
- Glabrió obté Grècia com a província, però abans de marxar el Senat l' encarrega de fer les cerimònies religioses i preparar uns jocs extraordinaris dedicats a Júpiter. Surt de Brundusium i desembarca a Apol·lònia amb mil legionaris i dos mil cavallers i amb poders per aixecar cinc mil homes més. Estableix els quarters a Làrissa i amb la cooperació de Filip V de Macedònia sotmet el territori entre la muntanya de Cambúnia i el mont Eta en el curs de la Guerra Romano-Síria. Limnea, Pellinaeum, Farsàlia, Feres, i Escotussa expulsen les guarnicions d'Antíoc III el Gran i els seus aliats, els atamans. Filip de Megalòpolis, pretendent a la corona de Macedònia, és capturat i enviat carregat de cadenes a Roma, i Aminandre rei dels atamans, és destituït.[3]
- Antíoc III reforça el pas de les Termòpiles i els etolis ocupen els passos del mont Eta, però els romans trenquen la seva resistència en la Batalla de les Termòpiles i dispersen el seu exèrcit. Beòcia i Eubea se sotmeten i el cònsol ocupa Làmia i Heraclea (al peu de l'Eta). A Heraclea fa presoner l'estrateg etoli Damòcrit de Calidó que uns mesos abans amenaçava de portar la guerra al Tíber.[4]
- Escipió Nasica lluita contra els bois als que derrota, i obté els honors del triomf.[5]
- Mitjançant la Lex Acilia de intercalando, proposada per Glabrió, es regula el calendari romà i es dona als pontífex la possibilitat d'intercalar un dia al calendari per evitar desfasaments amb el cicle lunar.[6]

### Hispània
- Comencen les campanyes del pretor de la Hispània Ulterior Luci Emili Paul·le Macedònic contra els lusitans.[7]